# Melanargia russiae
Melanargia russiae är en fjärilsart som beskrevs av Eugen Johann Christoph Esper 1783. Melanargia russiae ingår i släktet Melanargia och familjen praktfjärilar. Inga underarter finns listade i Catalogue of Life.

## Bildgalleri

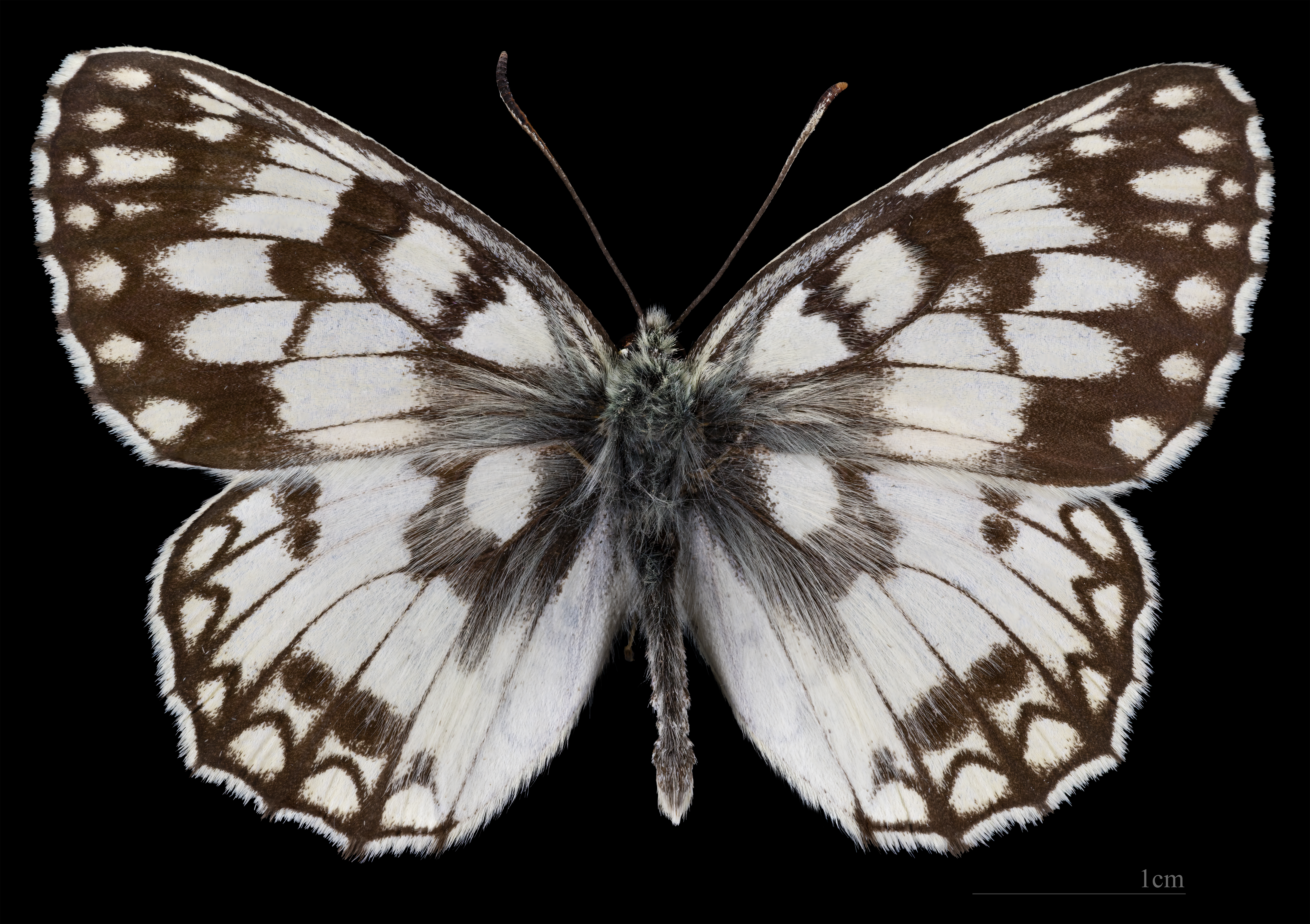
Melanargia russiae japygia ♂
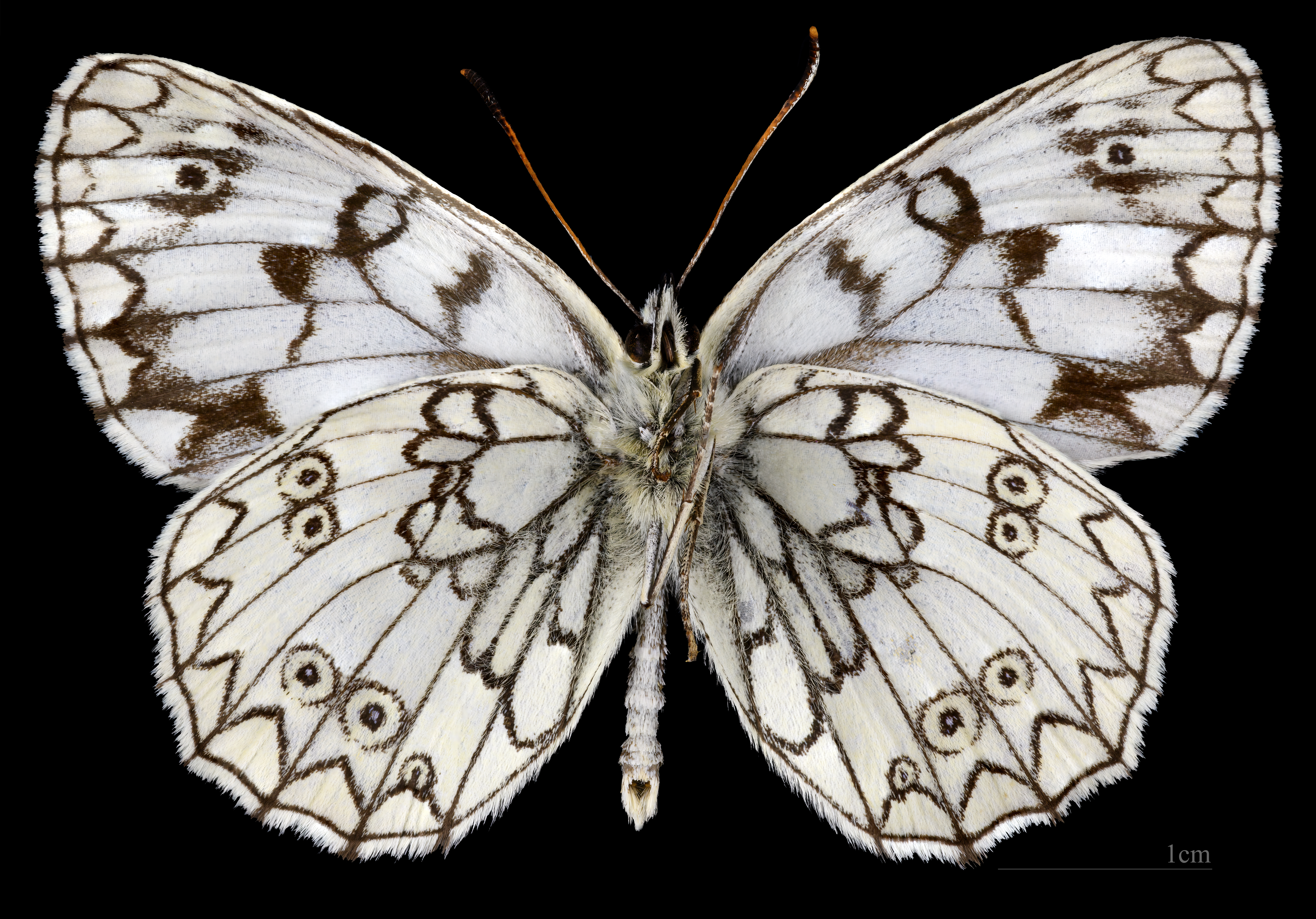
Melanargia russiae japygia ♂  △
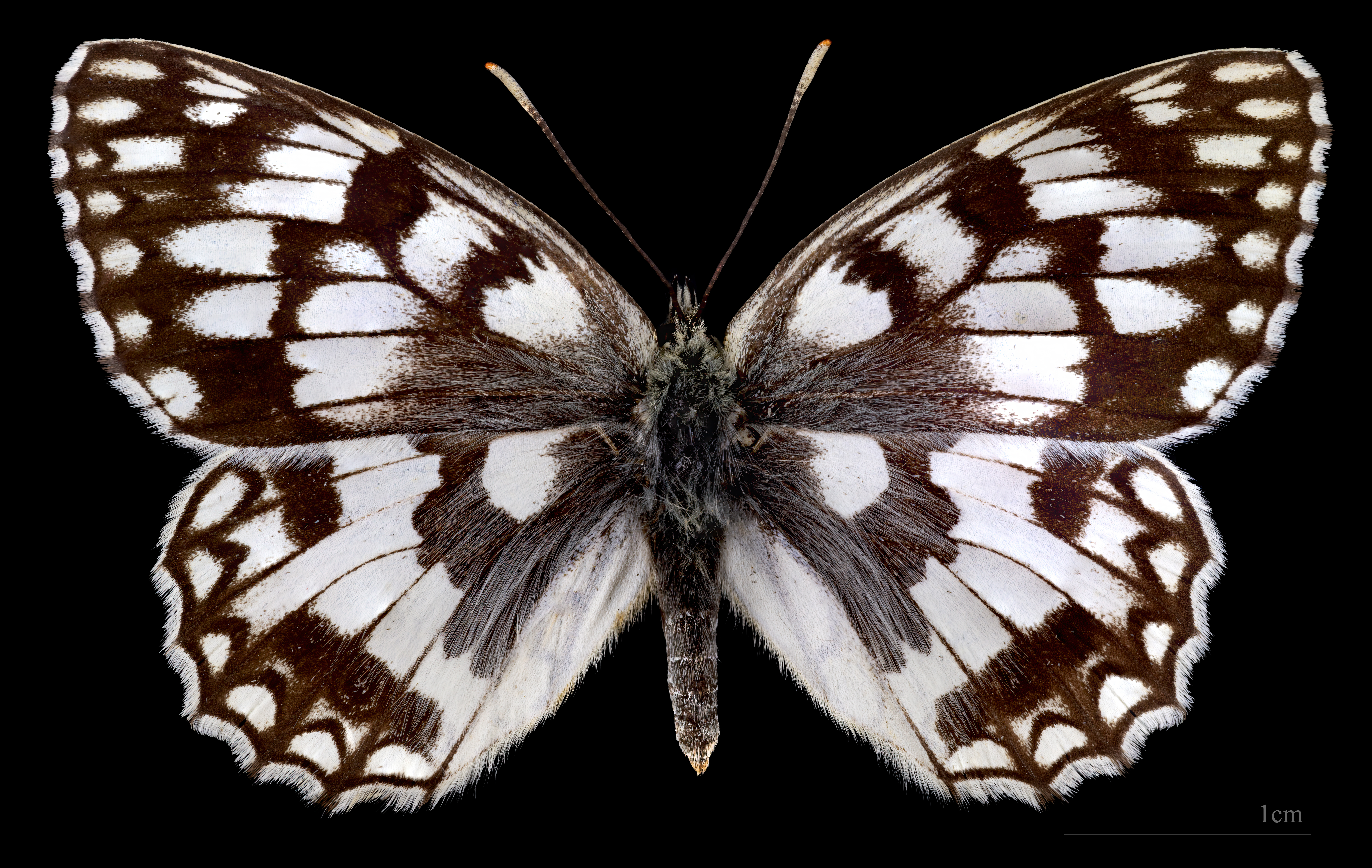
Melanargia russiae japygia ♀
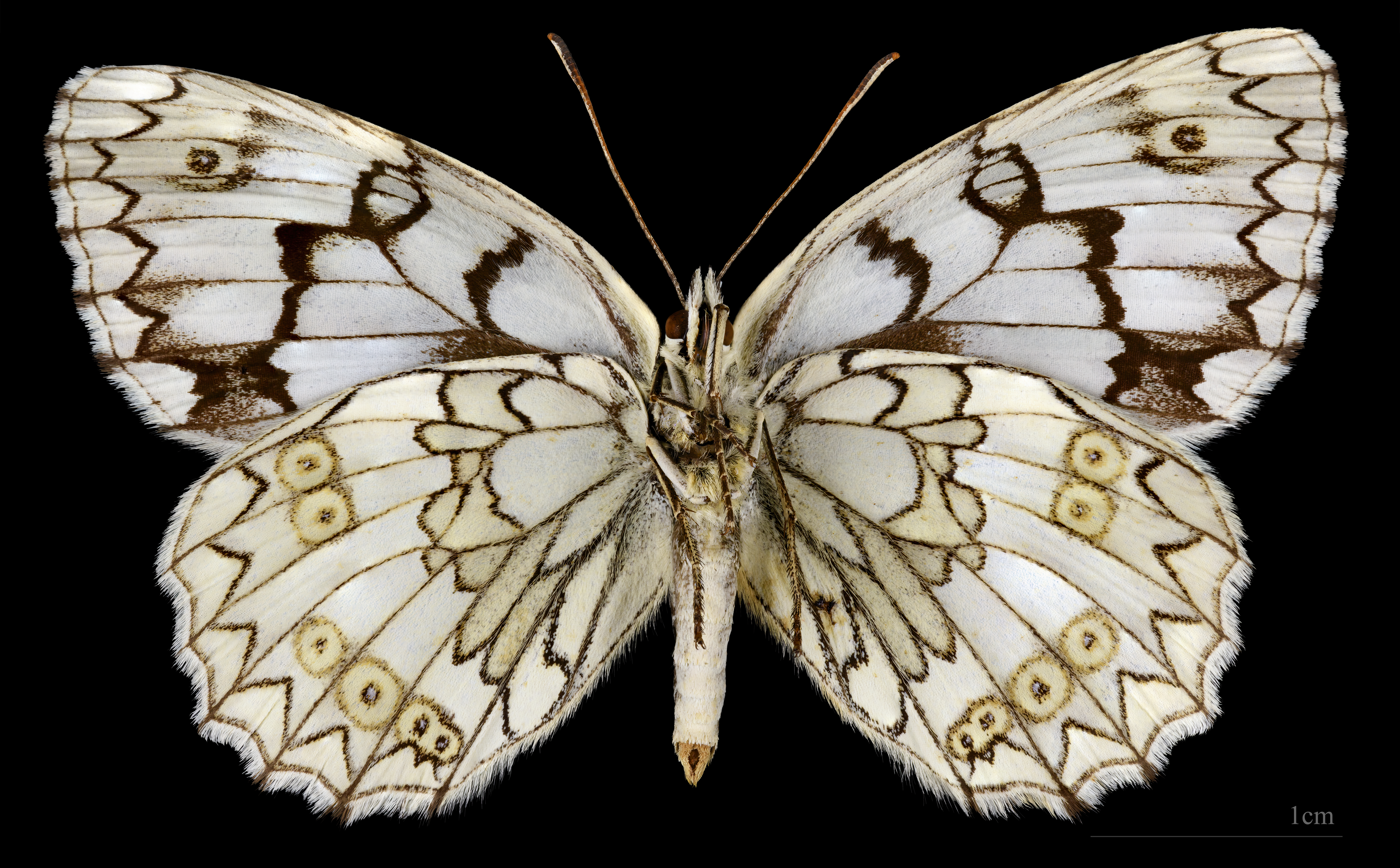
Melanargia russiae japygia ♀  △